# アヴァ王朝

アヴァ王朝

15世紀の東南アジアの勢力図
（薄紫の地域がアヴァ王朝の支配範囲にあたる）

アヴァ王朝（アヴァおうちょう、ビルマ語: အင်းဝခေတ်、Ava Kingdom）は、14世紀半ばから16世紀半ばにかけて現在のミャンマー北部（上ビルマ）に存在したシャン族の国家（1364年 - 1555年）。首都はアヴァ（現在のインワ)(en:Inwa）。雅称はパーリ語で「宝石の都」を意味するラタナープラである。日本語ではインワ朝、アワ朝とも表記される。長い間、「アヴァ」という呼称はビルマ全土を指す言葉として使われた。
シャン族がビルマに建てた王朝の中では最大のものであるが、実質的に王朝を支えていたのはビルマ族であった。

## 歴史

### 建国
パガン朝の没落後、上ビルマを支配したシャン族の国家ピンヤ朝が建国されるにあたって、ピンヤ朝の建国者ティハトゥは王宮の建設地としてミンゲー川（en:Myitnge River）とイラワジ川の合流点にあるアヴァを候補に挙げたが、占いの結果アヴァは不吉の地として却下され、ピンヤに王宮が建てられた。ピンヤ王ナラトゥーがピンヤの対岸に存在する分家のサガイン朝（ザガイン朝）を攻撃するために呼び寄せた、モー盆地のマオ・シャン族（麓川、ムンマオ王国）の指導者トー・チー・ボワー（思機発）(en:Si Kefa)の侵入によってピンヤとサガインの両方が壊滅した後、サガイン王家の王子タドミンビャがアヴァ周辺の沼沢地を開拓し、1364年にアヴァを首都として王朝を創始した。タドミンビャはタウングー、タウンドゥインヂーといった地方の城市（ビルマ各地に存在した、領主が統治する都市。詳細はアヴァ王朝#社会で後述する。）の反乱に忙殺され、マグウェ地方遠征の帰途で天然痘に罹り病没した。
タドミンビャ没後、彼の部下であったナ・ヌーは先王の妃のソウ・ウムマと結婚して王となるが、廷臣には彼ら二人の即位を認めないものは多く、サガインの地方領主であるスワーソーケが二人を追放して即位した。第3代国王スワーソーケの治世では、中央平原地帯の再開発と行政制度の再編が進められた。治世末期よりヤーザディリ王の指導下で勢力を広げる、下ビルマのペグー朝（ハンターワディー朝）との抗争が始まり、抗争は長期間にわたるものとなった。ペグー朝との戦争は、第6代国王ミンカウン1世が没した1422年に終息した。
1401年に即位したスワーソーケの長男のタラビャが在位7カ月で狂気を理由に部下に殺害された後、もう一人の子のミンカウン1世が王に推戴される。1404年にアヴァはベンガル湾に面するアラカン王国に侵略行為の報復として軍を送り、1407年にアラカンを従属させ、ペグーとアラカンの支配権をめぐって争った。

### 地方城市の反抗
15世紀初頭のミンカウン1世の治世まで国内は比較的安定していたが、その子のティハトゥの時代になって各地で地方領主が統治する城市の反乱が相次いで起こる。
ティハトゥは即位後に父の妃であるシン・ボーメを妃に迎えるが、シン・ボーメはティハトゥを殺害し、ティハトゥの子のミンラ・ゲを擁立する。シン・ボーメはさらにミンラ・ゲを殺害し、1426年にシポー（オンバウン）の城主と共謀してカレチェタウンニョーを王位に据えた。ペグーとの戦争で活躍した領主モーニンタドはカレチェタウンニョーの即位に反対し、カレチェタウンニョーとシン・ボーメを放逐して王位に就く。モーニンタドは即位の正当性を強調するためシン・ボーメと結婚、治世のほとんどは城市の反乱の鎮圧に追われた。
モーニンタドの子のミンレチョースワの治世、中国を支配する明の討伐によって弱体化していたマオ・シャン族を攻撃し、1442年に彼らの指導者トー・ンガン・ボワー（思任発）を捕らえて北方の脅威の一つを取り除くことに成功した。しかし、ミンレチョースワの跡を継いで即位した弟のナラパティは明へのトー・ンガン・ボワーを引き渡しを拒み、また朝貢を拒絶した。そのため1446年に明のより多数の遠征軍が送られ、ナラパティは降伏して自害したトー・ンガン・ボワーの遺体と彼の従者を明軍に引き渡した。
1469年に即位したティハトゥラの時代より、城市タウングーが城主シトゥチョウティンの指導下で勢力を拡大、周辺の城市を制圧していく。廷臣たちはタウングーの勢力の拡張を反乱の兆しとしてティハトゥラに警告するが、アヴァの宮廷に赴いたシトゥチョウティンが王への忠誠を宣言したことでタウングーの討伐は実行されなかった。シトゥチョウティンが甥のミンチーニョウに暗殺された後、アヴァ宮廷はタウングーの反抗が止むことを期待してミンチーニョウの即位を認めるが、期待に反してタウングーは頻繁にアヴァの領内に侵入した。
16世紀初頭のシュウェナンチョーシンの時代、北方でソーロン（思倫）を指導者とする城市モーニンの伸張が始まり、他の城市も不服従の意思を顕わにしていた。アヴァに味方する城市はシポーのみであり、各地で起きる反乱をアヴァの力のみで鎮圧することはきわめて困難であるため、シュウェナンチョーシンは自分の政敵を庇護するタウングーに王女と領地を与えて懐柔を図らなければならなかった。1524年にイラワジ川沿岸の城市ピェー（プローム）がモーニンに屈服し、1527年の間にモーニンの攻撃を受けたアヴァは陥落、ソーロンは子のトハンブワ（思洪発）をアヴァの王位に就けた。シュウェナンチョーシンはアヴァ防衛戦で砲撃を受けて戦死、逃げ惑う難民はタウングーに流入し、タウングーの国力はより増していった。

### 王統の断絶、タウングーとの戦い
トハンブワの即位後間も無くソーロンは部下によって殺害され、ビルマ族の城市であるタウングーと戦い、1542年にピェーを包囲するタウングー王タビンシュウェティの妹婿のバインナウンとの戦いに敗れて没落した。非仏教徒であるトハンブワはビルマ族が信仰する仏教の弾圧、寺社仏塔の破壊、僧侶の殺害、経典の焼却を行って民衆の反感を買い、国内で一定の勢力を保っていた宗教団体のアラニャ僧団も大きな被害を被った。また、トハンブワ即位後の宮廷ではシャン族出身の廷臣が権勢をふるい、ビルマ族は彼らより侮辱を受けるようになる。ビルマ族の廷臣はトハンブワの腹心であるビルマ人軍人ミンチーヤンアウンに非道を訴え、トハンブワはミンチーヤンアウンの手で殺害された。トハンブワの死後、ビルマ族の廷臣はミンチーヤンアウンに即位を乞うが彼はその願いを断り、シポーのシャン族領主コンマインをアヴァの王に推薦して隠棲した。
コンマインの子のモビー・ナラパティは城市間の争いを統制することができず、1552年にサリンの領主シトゥチョーティンに譲位してタウングーの王となったバインナウンに臣従した。1555年にバインナウンの攻撃によってアヴァは陥落し、王朝は滅亡した。

## 社会

### 行政
アヴァ王室の力は弱いものであったためにパガン朝期のような中央集権体制を布くことはできず、領内の統治は地方行政を中心としていた。
行政は城壁に囲まれた地方都市である城市（ミョウ）を基本単位とし、近隣の町や村に支配を及ぼした。城市のほとんどはパガン朝期に建設されたが、当時はそれほど重要な拠点ではなかったが、地方の開発が進むにつれて城市が政治と経済の両方に及ぼす力が相対的に増していき、パガン王室の支配力が弱まると独立性の強い城砦に変化した。
アヴァが建国された14世紀半ばよりタウンドゥインヂー、タウングー、ヤメーディーンなどのミョウはすでに軍役と貢納を拒否した半独立の状態にあり、15世紀末にはサリン、ピェー、ニャウンヤンが新たに自立した。1433年から1440年の間に明より東倘長官司に任じられたタウンドゥインヂー、ペグー朝と同盟関係にあったピェーなど、彼らは独自に外交を展開し、自らの勢力の拡張に努めた。
アヴァが統治する上ビルマの城主（ミョウザー）には主に王族と高官が任命され、彼らは任地に居住した。城主の地位は世襲化する傾向があり、また地方の有力者が城主の地位を掌握し、中央政府がこれを追認する例もあった。土着化した彼らは次第に王（ミン）あるいは君主（バイン）と自称するようになり、城主は領内の町や村をスークリー（ダヂー）、プラニャチャウイ（ピェーゾー）、マレトゥイン（ミェダイン）などの世襲制の地方役人を通して支配し、地方役人は担当区域の司法、行政、徴税を担当した。町や村の住民は生産物や商取引に課せられた税金、裁判の手数料を地方役人に納付し、地方役人は毎年一定額の税金を城主に納めた。城主は地方役人を完全に統制できていたとは言い難く、地方役人には領民が治めた税を納入せず着服する者もいた。

### 社会階層の変動
戦乱による宗教施設の破壊と社会的混乱は、社会階層にも変化をもたらした。13世紀末より、ビルマではトゥイクと呼ばれるパガン周辺の開拓地を中心に、アティーもしくはアサニャと呼ばれる平民階層が形成されつつあった。従来より存在する、国家の支配下に置かれたクヤワン（支配者層への隷属の度合いが強い領民）階層とみなされない住民がアティーと呼ばれ、彼らは自己の財産について一定の権利を有していた。自身が獲得、開発した土地を持ち、土地の所有権をめぐって政府と対等に争った例も残る。
寺社仏塔の一部である仏塔奴隷の中には、戦乱による混乱の最中に奴隷身分から解放された者もいた。彼らはかつて開発に従事していた宗教用地を私有化し、やがてアティー階層に吸収されていった。

## 経済、農業
各地の城市は灌漑による土地開発と領外の人間を拉致しての人口増加により、領土の生産力を高めていた。
国内北部の城市の場合、灌漑地では収穫量の安定した晩生稲が栽培され、周辺の天水田では降水量が十分であれば稲が、雨量が少なければモロコシ、ヒヨコマメが栽培された。畑作では土壌によって生産物を決定し、保水力のある土地ではゴマ、モロコシ、キビ、豆類が作られ、痩せ地では綿花が栽培された。稲、畑の作物が不作となっても多くの収穫が得られる綿花は城市の経済を安定させる役割を担っており、城市の経済は溜池の灌漑による稲作と綿花の栽培を中心に回っていた。城市の中には、タウンドゥインヂーのように綿布の主要輸出先である中国と独自に接触をもつ城市もあった。
イラワジ川流域南部の城市では稲の収穫量は安定しており、河口に位置する城市の場合はベンガル湾からの海上交易によって利益を得ていた。しかし、日用品である畑地での作物や輸出品となる木材、鉱物などは北部の城市に頼らなければならず、また北部の城市も生産が安定しない稲、海産物や他国からの輸入品を南部の城市に依存するなど、城市の経済は不安定なものであった。

## 宗教
パガン朝末期に成立した仏教団体アラニャ僧団はアヴァ王朝統治下のビルマにおいても強い影響力を持ち、僧団の長は宮廷の王師を兼ねていた。土地の購入と、飲酒が含まれる土地の取引にまつわる儀式も引き続き行われており、積極的に寺領の開発と拡大を行ったために土地の所有権をめぐってしばしば国家と対立した。開発事業の中で特に規模の大きいものとしては、1429年のピトゥ・サンガラージャによる2000ヘクタール以上の灌漑水田の開墾が挙げられる。僧団が持つ密教要素は一般の人々に広く受け入れられ、また荒廃した土地の開発事業は国家の利益とも合致したものであり、国も僧団の開発を積極的に支援した。
15世紀末より南方のペグー朝で起きた宗教改革によりアラニャ僧団は痛手を受け、さらにトハンブワによって行われた仏教弾圧で僧団は往時の勢いを失った。トハンブワの弾圧はアラニャ僧団等の出家集団が持つ民衆への影響力を警戒してのものであり、かろうじて虐殺を逃れた比丘たちはタウングーに亡命した。

## 外交

### 南方のペグー朝
建国当時、南方のペグー朝とは友好関係にあり、国境の策定も平和裏に行われた。しかし、ペグー朝でヤーザディリ王が即位した後、アヴァがペグー内のヤーザディリの政敵と結託したことが発端となって両国の間でイラワジ・デルタ地帯を舞台とする戦争が始まった。1407年にアヴァ王ミンカウン1世が妹をヤーザディリに嫁がせたときに一度は和平が成立するが、翌年にミンカウン1世がチェンマイと結んでペグーを攻撃しようとしていたことが発覚し、戦争は再開された。
ペグーとの戦争で特に活躍したのが、ミンカウン1世の王子ミンレチョースワ（1391年 - 1417年）である。戦争中に生母がヤーザディリに捕らわれて彼の側室とされたことを知ったミンレチョースワは激怒し、ペグーが支配する下ビルマとアヴァに反逆したアラカンを攻撃した。1415年にはミンレチョースワは下ビルマの西部を制圧し、ヤーザディリに残された都市はペグーとマルタバンだけであった。1417年にミンレチョースワは重傷を負ってヤーザディリの手に落ち、治療を拒否して息絶えた。ミンレチョースワの死によってアヴァの兵士は士気を下げ、ミンカウンも彼の死に落胆し、余生を信仰に奉げた。ミンレチョースワの死後戦闘は沈静化し、ミンカウン1世の死後に終戦を迎えた。
この戦争は11世紀にパガン朝の建国者アノーヤターによるモン族との抗争の続きとも言え、ビルマ史家のG.E.ハーヴェイは民族移動の戦争と考察した。

### 北方の明
モーニンのマオ・シャン族の侵入に対抗するため、1383年にアヴァから雲南に使節が送られた。明からアヴァの「総督」の地位を認められ、またモーニンは明より警告を与えられたが、1393年にモーニンは警告を無視して再びアヴァに侵入した。1406年には明より使節が送られるが、1440年代に入ってアヴァ王朝と明の双方と敵対していたマオ・シャン族の指導者トー・ンガン・ボワーの処遇をめぐって両国は対立する。アヴァ王朝の妥協で両国の関係は修復され、アヴァ討伐のために送られた明軍は帰国前にヤメーディーンの反乱を鎮圧した。1451年に明から金牌と信符が贈られ、また明の支配下にあった土地の一部を与えられた。
トハンブワの簒奪後に明より役人が派遣されるが、アヴァの混乱を収拾することができず、帰国した。

### ヨーロッパとの接触
1435年頃、上ビルマに初めてヨーロッパの人間が訪れた。
ヴェネツィアの商人ニッコロ・デ・コンティ（en:Niccolò de' Conti）はアラカンから川を遡ってアヴァに至り、当時のアヴァの様子を旅行記に書き残した。

## 文化

### 文学
この時代より旧来用いられていたパーリ語に代わって、ビルマ語で文学作品が著されるようになる。僧侶たちが著した宗教説話の翻訳と解釈による仏典叙事詩（ピョ）がアヴァ朝の詩文の主流であり、作品の量は少なく、前代の詩文と比べて作風に大きな進歩は見られなかった。行数、節数に多寡の幅はあったが、パーリ語で記された仏典を題材とした点は全ての作品に共通する。アヴァの仏典叙事詩の完成度は後世の人間より評価され、これを超える作品はついに現れなかったとまで言われた。仏典の文学化に対して仏教界全体が肯定的な態度を示したわけではなかったが、文学作品は教義や経典解釈の理解を助けるために教育や芸能に取り入れられ、作品は民衆の中にも広まっていった。
アヴァ王朝期のビルマ文学を代表する人物として、1501年にビルマ最古の散文物語『彼岸道物語』、1502年に現存する最古のビルマ語王統史である『普遍王統史（ヤーザウインジョー）』を編纂した僧侶テイーラウンタ、ピンヤ朝の血統に連なる詩人のマハラタッタラ、仏教説話を詩的に解釈したアガタマディらが挙げられる。
仏典叙事詩以外では、子守唄の形をとって王家の血統を賛美する史謡（エージン）『アラカン王女の史謡』を著したアラカン出身の詩人アドゥーミンニョウ、王の事績と戦争を語る記録詩（モーグン）『プロームに下る記録詩』を著した軍人シン・トゥエーニョウらが現れた。彼らのような僧侶以外の階級の人間も、僧侶と同じく経典を引用しての詩作に励んだ。
また、宮廷の女官の間で使われた55種の髪の結い方を詩でしたためた、ヨウェシントウェのような女流文学者も存在した。

### 建築
アヴァ王朝で実施された建築事業で特筆するものの一つとしては、1456年にイラワジ川にビルマ史上初めて木造の橋が建設されたことがある。アヴァ、ピンヤ、サガインは川幅が1キロメートルを超え、雨季になれば川の氾濫によって両岸の大部分が水没する地域に位置しており、このような場所に橋を架けたことは画期的だと言える。

## 歴代君主
G.E.ハーヴェイ『ビルマ史』、562-563頁を参考に作成。
| 代数 | 名                                     | 在位期間        | 先代との関係                                       |
| ---- | -------------------------------------- | --------------- | -------------------------------------------------- |
| 1    | タドミンビャ Thadominbya               | 1364年 - 1368年 | • 建国者                                           |
| 2    | ナ・ヌー Nga Nu                        | 1368年          | • タドミンビャの家臣。王位簒奪者。                 |
| 3    | スワーソーケ Swasawke                  | 1368年 - 1401年 | • 王位継承。パガン王家とピンヤ王家の子孫を称する。 |
| 4    | タラビャ Tarabya                       | 1401年          | • スワーソーケの子。                               |
| 5    | ナ・ナウ・サン Nga Nauk Hsan           | 1401年          | • タラビャの家臣。王位簒奪者。                     |
| 6    | ミンカウン1世 Minkhaung I              | 1401年 - 1422年 | • スワーソーケの子。                               |
| 7    | ティハトゥ Thihathu                    | 1422年 - 1426年 | • ミンカウン1世の子。                              |
| 8    | ミンラ・ゲ Minhlange                   | 1426年          | • ティハトゥの子。                                 |
| 9    | カレチェタウンニョー Kale Kyetaungnyo  | 1426年 - 1427年 | • タラビャの子。                                   |
| 10   | モーニンタド Mohnyin Thado             | 1427年 - 1440年 | • 王位継承。王室の血を引く。                       |
| 11   | ミンレチョースワ Minyekyawswa          | 1440年 - 1443年 | • モーニンタドの子。                               |
| 12   | ナラパティ Narapati                    | 1443年 - 1469年 | • モーニンタドの子。                               |
| 13   | ティハトゥラ Thihathura                | 1469年 - 1481年 | • ナラパティの子。                                 |
| 14   | ミンカウン2世 Minkhaung II             | 1481年 - 1502年 | • ティハトゥラの子。                               |
| 15   | シュウェナンチョーシン Shwenankyawshin | 1502年 - 1527年 | • ミンカウン2世の子。                              |
| 16   | トハンブワ Thohanbwa                   | 1527年 - 1543年 | • モーニンの指導者ソーロンの子。王位簒奪者。       |
| 17   | コンマイン Hkonmaing                   | 1543年 - 1546年 | • シポーの指導者。王位継承。                       |
| 18   | モビー・ナラパティ Mobye Narapati      | 1546年 - 1552年 | • コンマインの子。                                 |
| 19   | シトゥチョーティン Sithu Kyawhtin      | 1552年 - 1555年 | • サリンの指導者。                                 |